# The Dave Clark Five
The Dave Clark Five, známí také jako DC5, byla anglická rock'n'rollová skupina založená v roce 1958 v Tottenhamu v Londýně. Bubeník Dave Clark byl lídrem skupiny, producentem a spoluautorem písní. V lednu 1964 dosáhli svého prvního britského hitu v Top 10 se singlem „Glad All Over“, který sesadil „I Want to Hold Your Hand“ od Beatles z prvního místa britské singlové hitparády. V USA se píseň v dubnu 1964 vyšplhala na 6. místo. Ačkoli šlo o jejich jediné britské číslo 1, v prosinci 1965 dosáhli vrcholu americké hitparády s coververzí písně „Over and Over“ od Bobbyho Daye. Mezi jejich další britské hity v Top 10 patří „Bits and Pieces“, „Can't You See That She's Mine“, „Catch Us If You Can“, „Everybody Knows“, „The Red Balloon“, „Good Old Rock 'n' Roll“ a verze skladby „Get Together“ od Cheta Powerse (přejmenovaná na „Everybody Get Together“).
Byli druhou skupinou z tzv. britské invaze, která se objevila v americkém pořadu The Ed Sullivan Show (ve dvou týdnech března 1964, hned po Beatles, kteří tam vystupovali po tři týdny v únoru). Celkem v pořadu vystoupili 18krát. DC5 byli jednou z nejkomerčněji úspěšných skupin britské invaze - mezi lety 1964 a 1967 vydali sedmnáct hitů, které se umístily v Top 40 americké hitparády, včetně několika, které se ve Velké Británii neumístily tak vysoko, jako například „Because“, „Do You Love Me“, „Everybody Knows (I Still Love You)”, „Any Way You Want It“, „I Like It Like That“, „Try Too Hard“ a „You Got What It Takes“. V roce 1965 skupina hrála v celovečerním filmu Catch Us If You Can, který režíroval John Boorman. Skupina se rozpadla začátkem roku 1970, i když Clark a několik bývalých členů pokračovali pod názvem Dave Clark & Friends až do roku 1973. V roce 2008 byla skupina uvedena do Rock and Roll Hall of Fame.

## Diskografie

### Studiová alba
- Glad All Over (US; 1964)
- The Dave Clark Five Return! (US; 1964) / A Session with The Dave Clark Five (UK; 1964)
- American Tour (US; 1964)
- Coast to Coast (US; 1965)
- Weekend in London (US; 1965)
- Having a Wild Weekend (US; 1965) / Catch Us If You Can (UK; 1965)
- I Like It Like That (US; 1965)
- Try Too Hard (US; 1966)
- Satisfied with You (US; 1966)
- 5 By 5 (US; 1967)
- You Got What It Takes (US; 1967)
- Everybody Knows (UK; 1967) / (US; 1968)
- 5 by 5 = Go! (UK; 1969)
- If Somebody Loves You (UK; 1969)
- Good Old Rock'n'Roll (UK; 1970)